# Drama (unidade regional)
Drama (ou ainda: Dráma, Dramas; em grego: Δράμα) é uma unidade regional da Grécia, localizada na região da Macedônia Oriental e Trácia. Sua capital é a cidade de Drama.